# つがる市立車力小学校
つがる市立車力小学校（つがるしりつ しゃりきしょうがっこう）は、青森県つがる市車力町屏風山にある公立小学校。

## 概要
- 本校は、旧車力村中心部にあり、旧車力村域が学区となっている。
- 一級へき地学校に認定されている[1]。

## 沿革
- 1876年（明治9年）7月 - 車力村庵寺を借用し、車力小学校創立。当時の住所は、車力字花林18-2。
- 1887年（明治20年）12月 - 富萢小学を併合し、車力簡易小学校と改称。富萢小学分校設置。
- 1892年（明治25年）4月1日 - 第一車力尋常小学校と改称。
- 1896年（明治29年）4月1日 - 車力高等小学校（高等科4年制）発足。
- 1907年（明治40年） - 車力字花林81に移転。
- 1908年（明治41年）6月1日 - 車力高等小学校を併合し、第一車力高等尋常小学校と改称。
- 1917年（大正6年）
  - 3月21日 - 登記所から出火し、校舎類焼。
  - 9月 - 新校舎完成。
- 1933年（昭和8年）12月 - 新校舎完成。
- 1941年（昭和16年）4月1日 - 国民学校令により、車力国民学校に改称。
- 1947年（昭和22年）4月1日 - 新学制施行により、車力村立車力小学校に改称。同日から車力中学校を併置し、高等科生を中学校に移籍。
- 1948年（昭和23年）4月1日 - 下車力分校設置。分校は1学年～3学年児童が通学対象だった。
- 1963年（昭和38年）12月27日 - 下車力分校の校舎新築移転。
- 1969年（昭和44年）4月1日 - 特殊学級設置。
- 1975年（昭和50年）8月10日 - 新校舎建築工事開始。
- 1976年（昭和51年）
  - 4月1日 - 下車力分校を併合。
  - 9月11日 - 創立百周年記念式典挙行し、祝賀会開催。
  - 12月 - 現在地に校舎完成。
- 1977年（昭和52年）
  - 1月 - 新校舎一部使用開始。
  - 3月27日 - 下車力分校閉校。
  - 4月1日 - 新校舎完成し、移転。分散授業解消。
- 1979年（昭和54年）9月1日 - 本校を含む村内小中学校で米飯給食開始。
- 1983年（昭和58年）4月1日 - 飛砂防備のため、PTA奉仕によるグランドに逆L字型に黒松1500本植樹。
- 1984年（昭和59年）9月 - グランド内芝生植付工事と校庭を包むフェンス張り工事実施。
- 1987年（昭和62年）6月2日 - 防風ネット設置。
- 2005年（平成17年）2月11日 - 町村合併による、つがる市発足により、つがる市立車力小学校に改称。
- 2016年（平成28年）
  - 11月12日 - （旧）車力小学校閉校式挙行[2]。
  - 12月 - 新校舎完成[3]。
- 2017年（平成29年）
  - 2月19日 - 新校舎完成見学会開催[3]。
  - 4月1日 - （旧）車力・富萢・牛潟の各小学校が統合し、（新）車力小学校開校。同時に新校章・新校歌制定。

## 校歌
- 作詞 - 奥野和夫（グラフィックデザイナー）
- 作曲 - 佐藤生朗（作曲家・ミュージシャン）

## 学区
- つがる市の旧車力村全域。

## 周辺
- つがる市立車力中学校 - 主な進学先で、敷地が隣接。
- つがる市車力地区コミュニティーセンター
- 旧車力村中心部も近い。

## アクセス
- つがる市立車力中学校#アクセスを参照。

## 参考資料
- 『青森県教育史 別巻』（青森県教育委員会・1973年12月20日発行）「学校沿革 小学校」778頁「車力小学校」
- 『車力村史年表』（車力村・1998年11月1日発行）75頁～273頁
- 『東奥年鑑 1978年版』203頁「市町村政 - 市町村概況」・「車力村 おもなできごと」
- 『東奥日報』2016年10月29日付「新「車力小」校章と校歌決まる」朝刊記事